# پاتریک اوچنه
پاتریک اوچنه (به انگلیسی: Patrick Ouchène) خواننده بلژیکی است.
او در مسابقه آواز یوروویژن ۲۰۰۹ نماینده بلژیک بود.